# Desfile do Dia da Vitória em Moscou em 2025

Tropas na Praça Vermelha

O Desfile do Dia da Vitória em Moscou em 2025 foi um desfile militar que ocorreu na Praça Vermelha e Moscou em 9 de maio de 2025 para comemorar o 80º aniversário da vitória soviética sobre a Alemanha Nazista na Grande Guerra Patriótica. O desfile foi inspecionado pelo Ministro da Defesa Andrey Belousov e comandado pelo General do Exército Oleg Salyukov, Comandante-em-Chefe das Forças Terrestres Russas.

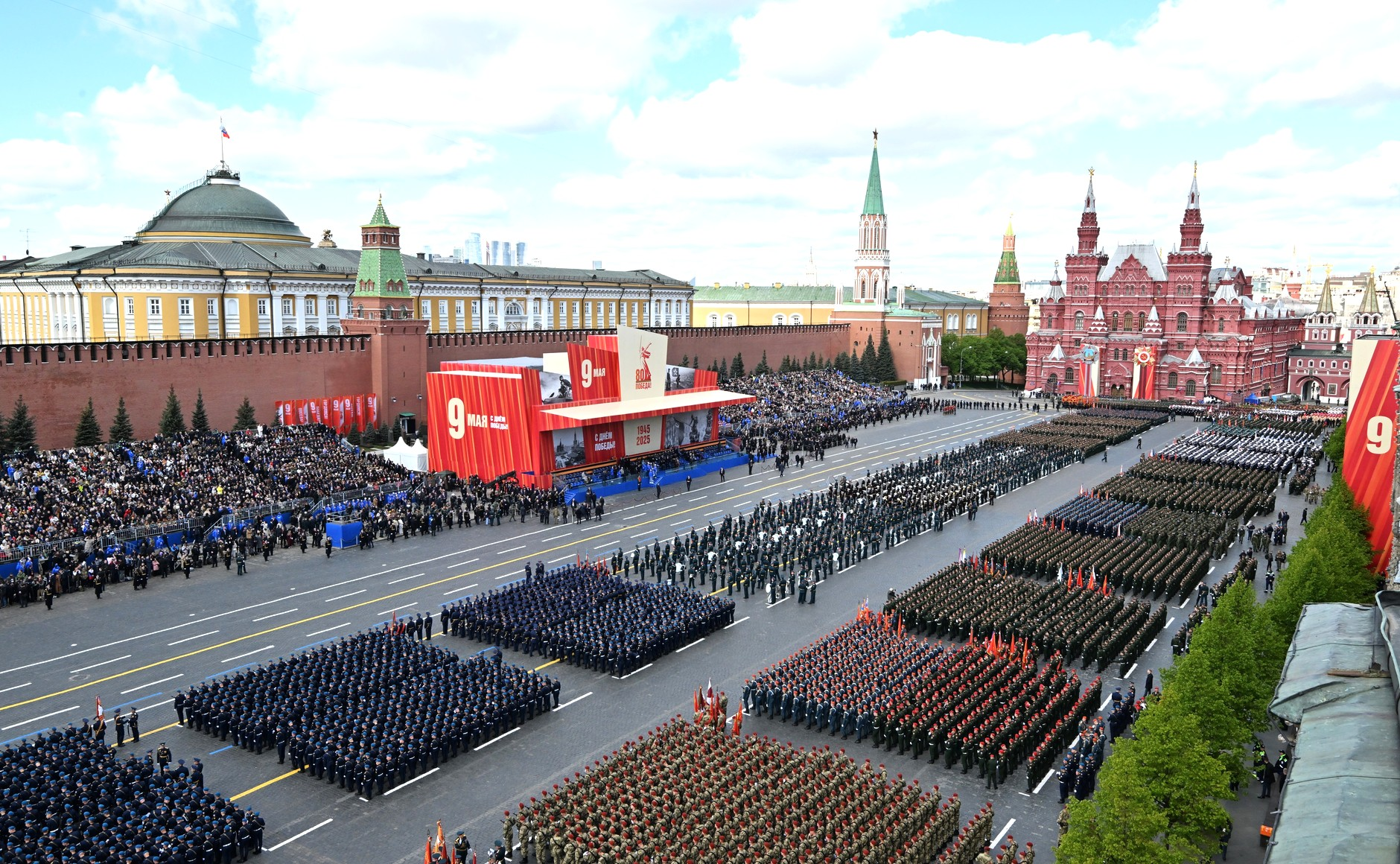
Tropas na Praça Vermelha

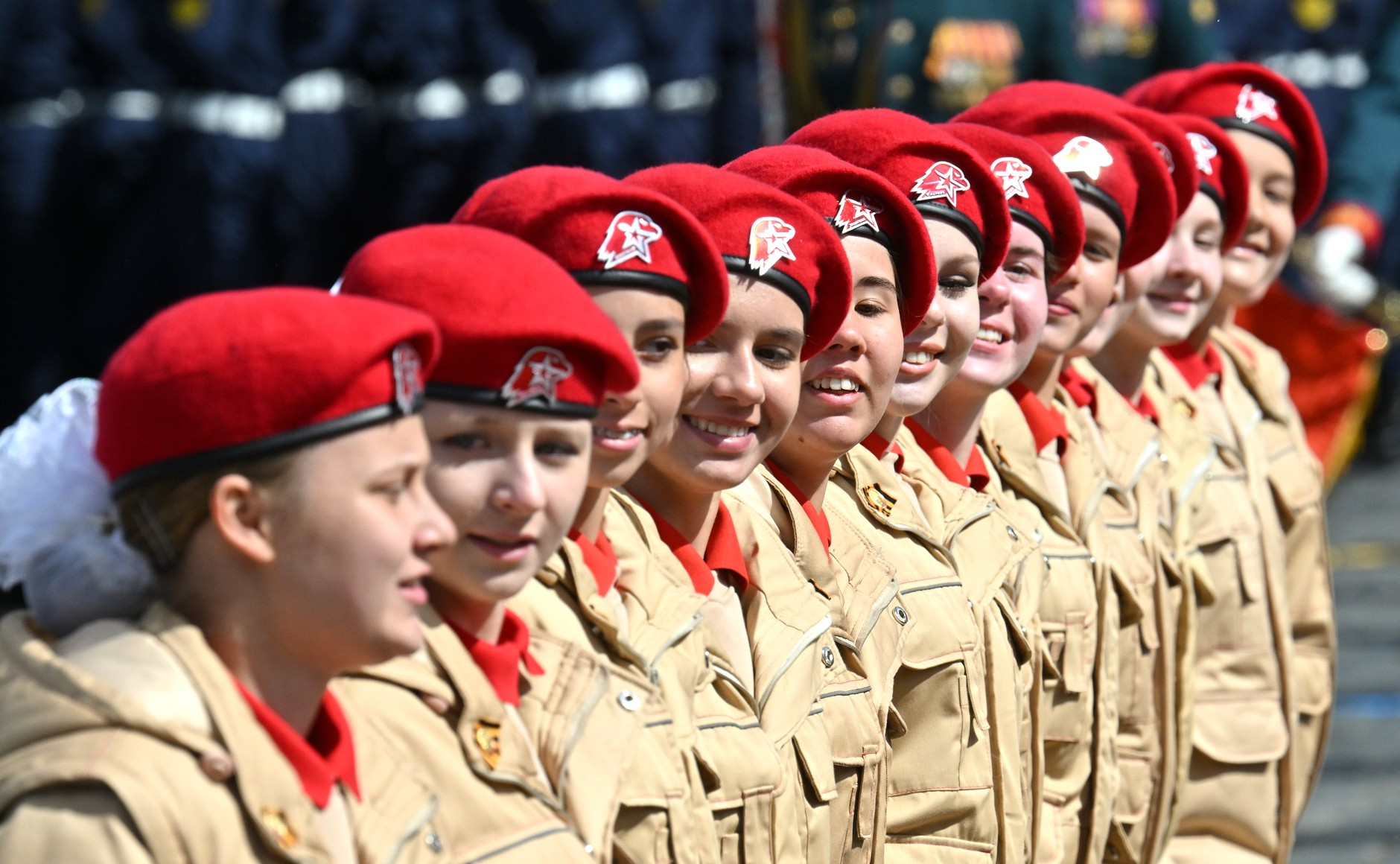
Cadetes do Exército Jovem

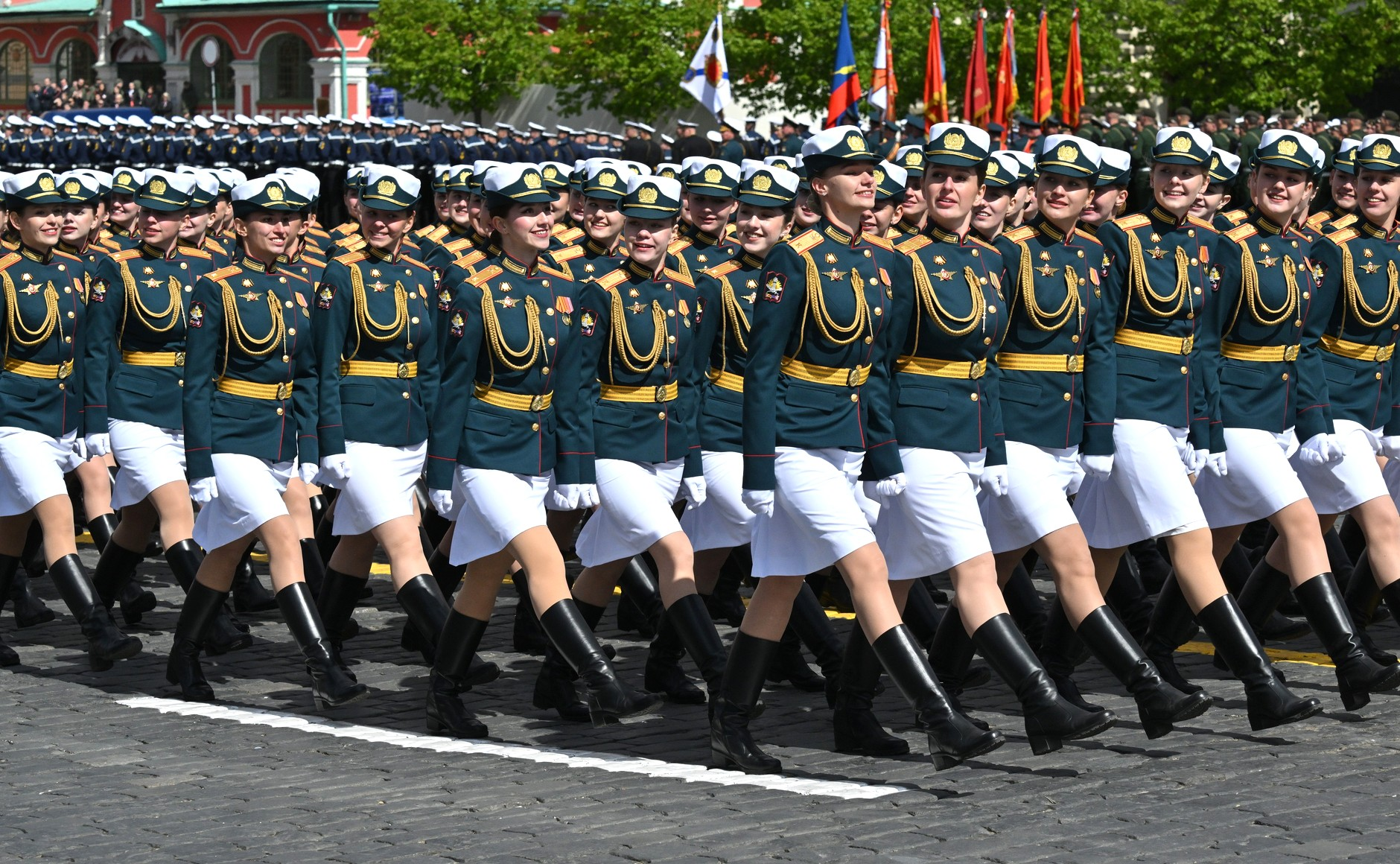
Tropas femininas

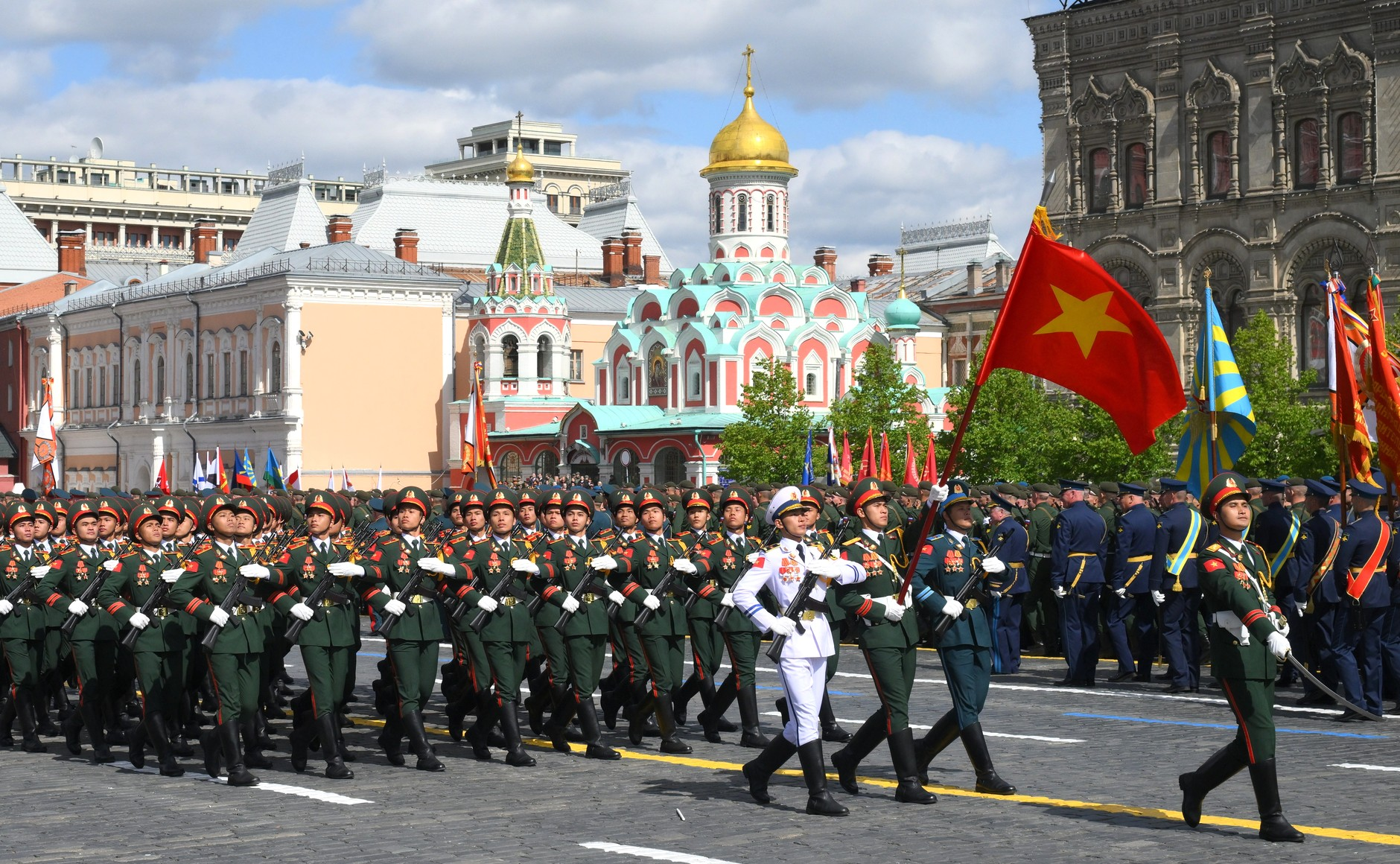
Tropas do Exército Popular do Vietnã

## Resumo
Pela primeira vez desde 2012, Sergei Shoigu não saudou as 11.500 tropas na Praça Vermelha como Ministro da Defesa. Em seu lugar, Andrey Belousov assumiu a função, aparecendo em traje civil, e não em uniforme militar.
Treze contingentes estrangeiros participaram do desfile, incluindo tropas da Comunidade dos Estados Independentes e de diversas nações consideradas “amigas”. Egito, Laos, Mianmar e Vietnã integraram o evento pela primeira vez.
A coluna móvel foi aberta por veículos icônicos da Segunda Guerra Mundial, o tanque T-34 e o canhão autopropulsado SU-100, simbolizando a vitória soviética. Em seguida, foram exibidos equipamentos militares modernos, como os veículos de combate de infantaria BMP-2 e Kurganets-25, os carros de combate T-72B3M, T-80BVM e T-90M Proryv, veículos de reconhecimento, ambulâncias blindadas e sistemas de mísseis, incluindo o Iskander-M e o sistema antiaéreo S-400.
Notavelmente, também foram exibidos drones e munições loitering, como os modelos ZALA Lancet e Geran-2, evidenciando o papel crescente da guerra com veículos não tripulados.
O desfile foi encerrado com um sobrevoo de caças Su-30SM e MiG-29 das equipes acrobáticas Cavaleiros Russos e Strizhi, seguido por seis jatos Su-25 soltando fumaça com as cores da bandeira russa.
Num gesto diplomático significativo, o primeiro-ministro da Eslováquia, Robert Fico, tornou-se o primeiro líder de um país da OTAN ou da União Europeia a comparecer ao desfile desde o início da invasão russa à Ucrânia.

## Discurso de Putin
Em vigésimo segundo seu discurso no Dia da Vitória, o presidente Vladimir Putin destacou o papel da Rússia como principal força na derrota da Alemanha nazista, atribuindo ao povo soviético um heroísmo e sacrifício extraordinários. Ele homenageou os soldados caídos e exaltou as contribuições de todas as repúblicas soviéticas, com destaque para o apoio da Ásia Central e do Sul do Cáucaso durante a guerra.
Putin condenou as tentativas modernas de distorcer a história da Segunda Guerra Mundial, criticando esforços para minimizar o papel da União Soviética ou reabilitar colaboradores nazistas. Ele acusou países não nomeados de apagarem monumentos soviéticos e os substituírem por memoriais a "traidores e cúmplices de Hitler".
Afirmou que a Rússia “jamais aceitará” a falsificação da história nem a difamação do legado do Exército Vermelho, e defendeu a preservação da verdade e da dignidade do esforço de guerra soviético. Relacionando o passado ao presente, Putin afirmou que as ações militares atuais da Rússia são uma continuação da luta contra o nazismo e a agressão. Disse ainda que a sociedade russa apoia suas tropas e que a verdade e a justiça estão do lado da Rússia.
Advertiu sobre o crescimento da russofobia e do antissemitismo, posicionando a Rússia como uma barreira global contra essas ideologias. Embora tenha reconhecido a contribuição das nações Aliadas incluindo a abertura da Segunda Frente, os esforços da Resistência e do povo chinês, reiterou que o ponto de virada da guerra ocorreu em solo soviético. Por fim, convocou os russos a manterem-se unidos, orgulhosos e fiéis à pátria, afirmando que a força da nação reside em sua unidade, herança e nos valores legados pela geração da guerra.

## Dignitários estrangeiros presentes

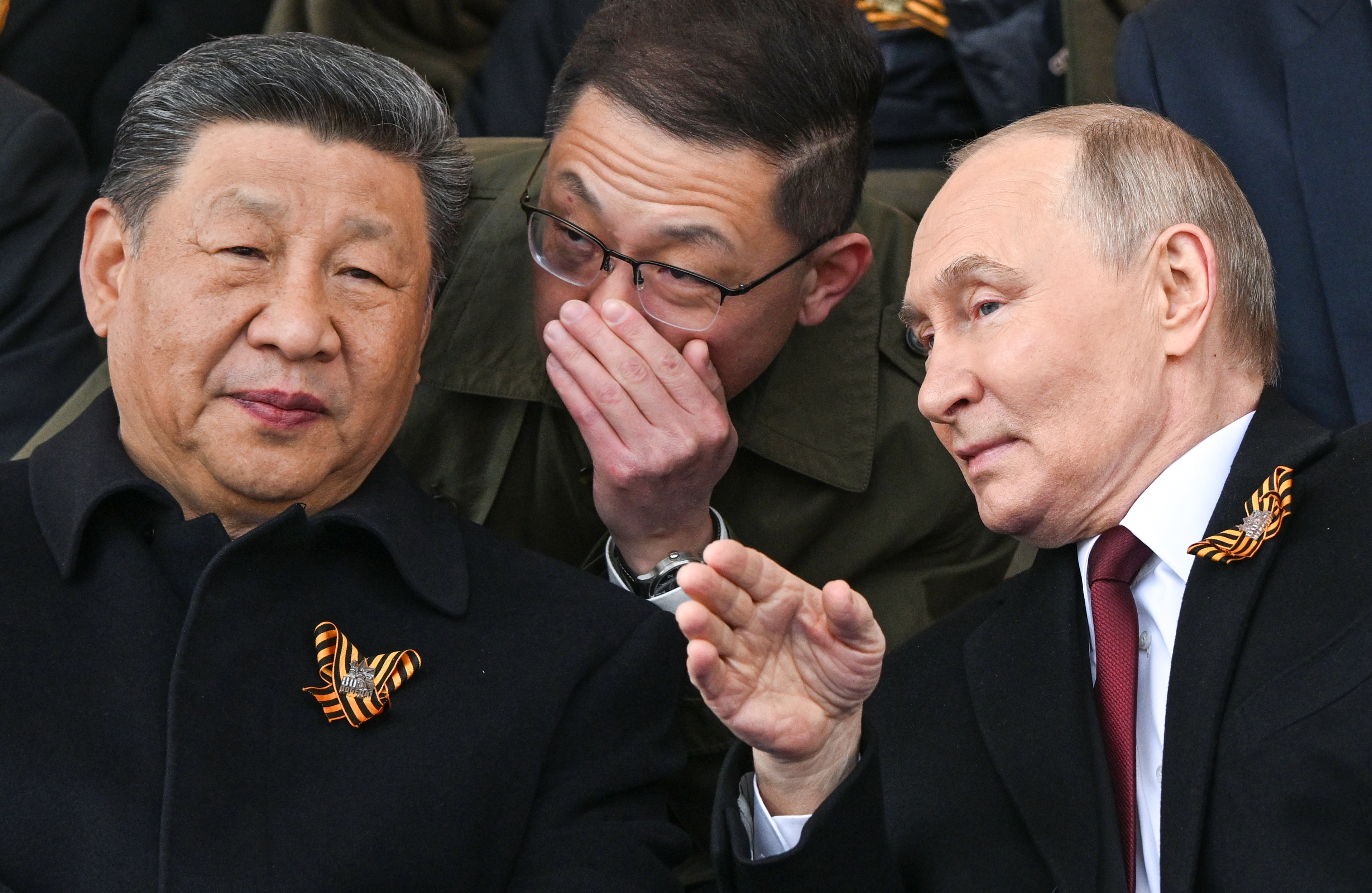
Putin conversando com Xi Jinping

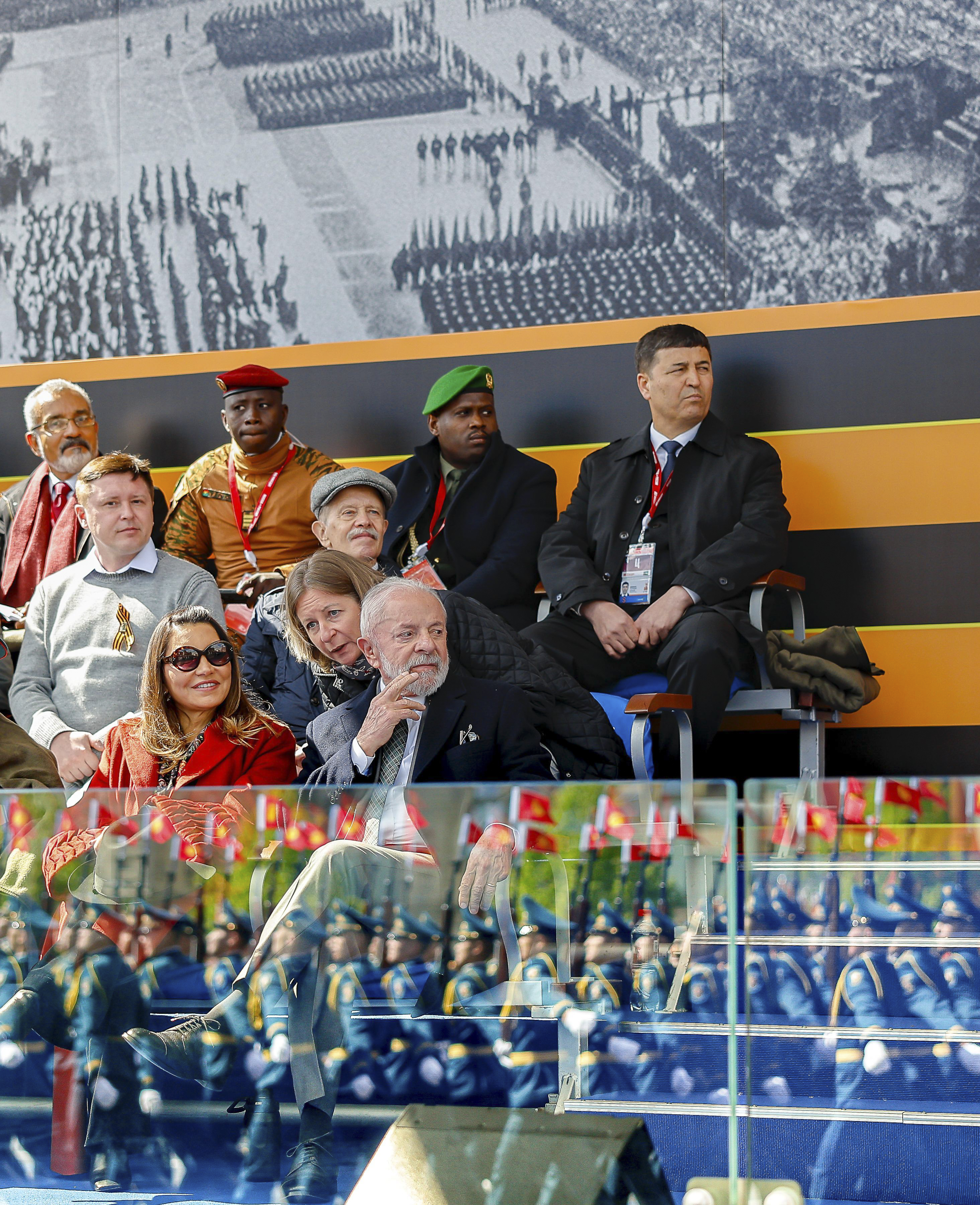
O presidente brasileiro Lula e a primeira-dama Janja

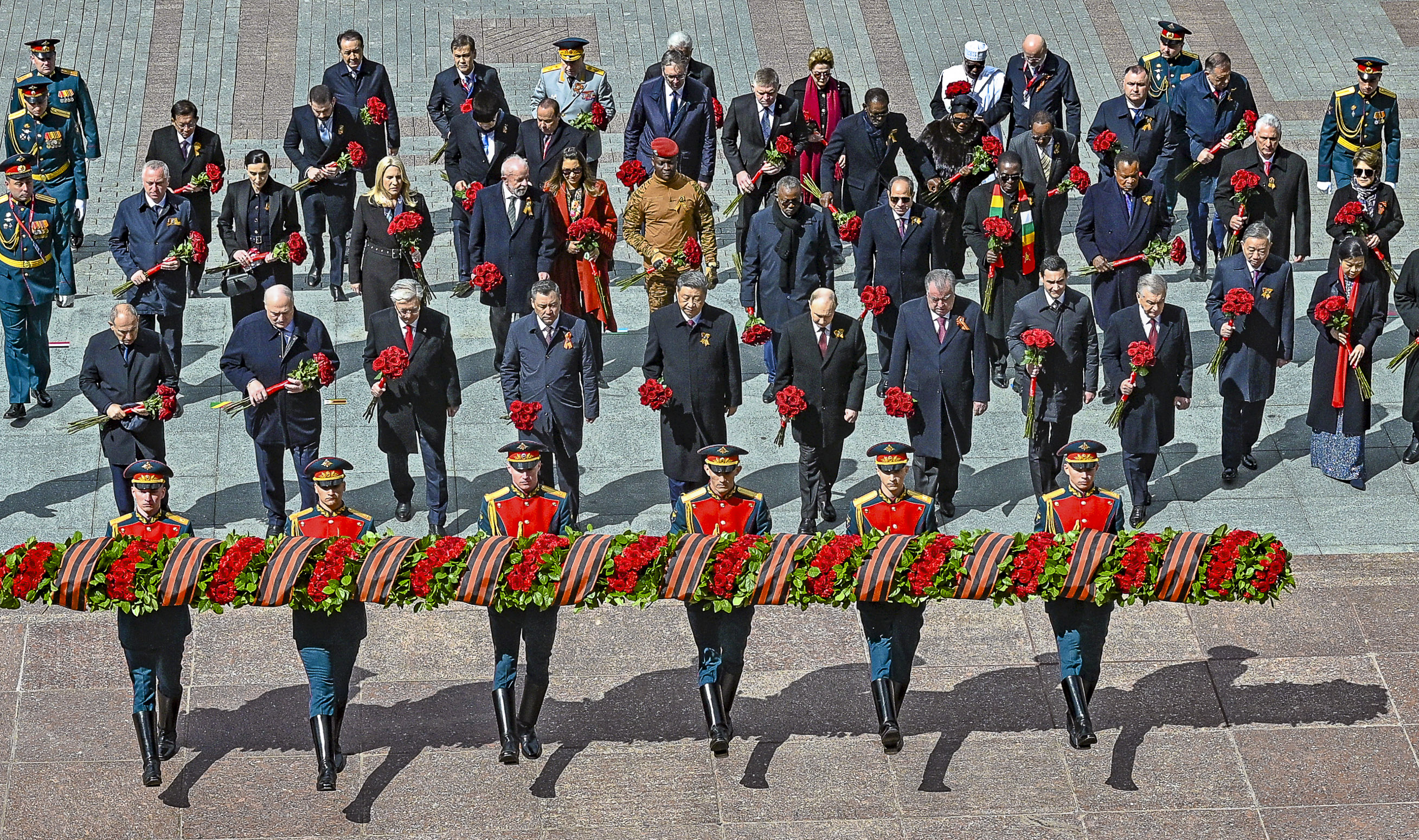
Dignatários durante a cerimônia de oferenda floral no Túmulo do Soldado Desconhecido

Em 7 de maio, Yuri Ushakov, assessor do presidente Vladimir Putin para assuntos de política externa, anunciou a lista de autoridades estrangeiras que compareceriam ao desfile. Entre os nomes estavam os líderes de 29 países.
No mesmo dia, o presidente do Azerbaijão, Ilham Aliyev, cancelou sua visita, assim como o secretário-geral do Partido Popular Revolucionário do Laos, Thongloun Sisoulith.
- Presidente da Abecásia, Badra Gunba [6]
- Primeiro-ministro da Armênia, Nikol Pashinyan [7]
- Membra Sérvia da Presidência da Bósnia e Herzegovina, Željka Cvijanović
  -  Presidente da República Sérvia, Milorad Dodik [8]
- Presidente de Belarus, Aleksandr Lukashenko [9]
- Presidente do Brasil, Luis Inácio Lula da Silva [10]
- Presidente de Burquina Fasso, Ibrahim Traoré [11]
- Presidente da China, Xi Jinping [12]
- Presidente da República do Congo, Denis Sassou-Nguesso [13]
- Presidente de Cuba, Miguel Díaz-Canel [14]
- Presidente do Egito, Abdel Fattah el-Sisi [15]
- Presidente da Guiné Equatorial, Teodoro Obiang Nguema Mbasogo [16]
- Presidente da Etiópia, Taye Atske Selassie [17]
- Presidente da Guiné-Bissau, Umaro Sissoco Embaló [18]
- Vice-ministro da Defesa da Índia, Sanjay Seth
- Ministro da Defesa da Indonésia, Sjafrie Sjamsoeddin
- Embaixador do Irã na Rússia, Kazem Jalali
- Embaixador de Israel na Rússia, Simona Halperin
- Presidente do Cazaquistão, Kassym-Jomart Tokayev [19]
- Presidente do Quirguistão, Sadyr Japarov [20]
- Ministro das Relações Exteriores do Laos, Thongsavanh Phomvihane
- Comandante Supremo do Exército Nacional Líbio, Khalifa Haftar
- Presidente da Mongólia, Ukhnaagiin Khürelsükh [21]
- Primeiro-Ministro de Mianmar, Min Aung Hlaing [22]
- Assessor de Assuntos Econômicos e Internacionais da Nicarágua, Laureano Ortega
- Embaixador da Coreia do Norte na Rússia, Sin Hong-chol
- Presidente do Estado da Palestina, Mahmoud Abbas [23]
- Presidente da Sérvia, Aleksandar Vučić [24]
- Primeiro-ministro da Eslováquia, Robert Fico [25]
- Ministro da Defesa e Militares Veteranos da África do Sul, Angie Motshekga
- Presidente da Ossétia do Sul, Alan Gagloev [6]
- Presidente do Tajiquistão, Emomali Rahmon [26]
- Presidente do Turcomenistão, Serdar Berdimuhamedow
- Presidente do Uzbequistão, Shavkat Mirziyoyev [27]
- Presidente da Venezuela, Nicolás Maduro [14]
- Secretário-Geral do Partido Comunista do Vietnã, Tô Lâm [28]
- Presidente do Zimbábue, Emmerson Mnangagwa [29]

Na noite de 8 de maio, Putin ofereceu um jantar oficial para os líderes estrangeiros que chegaram a Moscou para participar do desfile do Dia da Vitória.

## Ordem completa do desfile

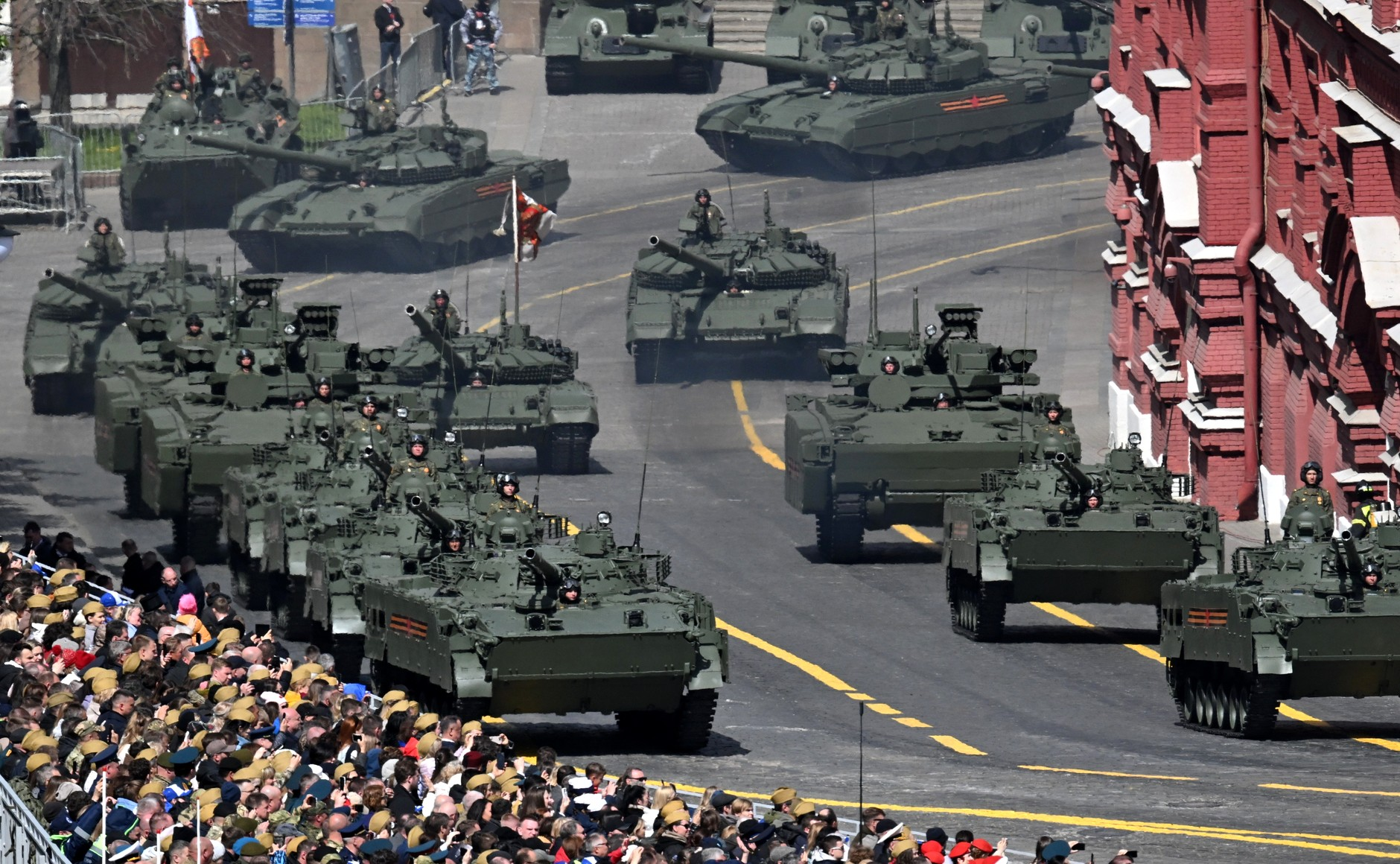
Blindados entrando na Praça Vermelha

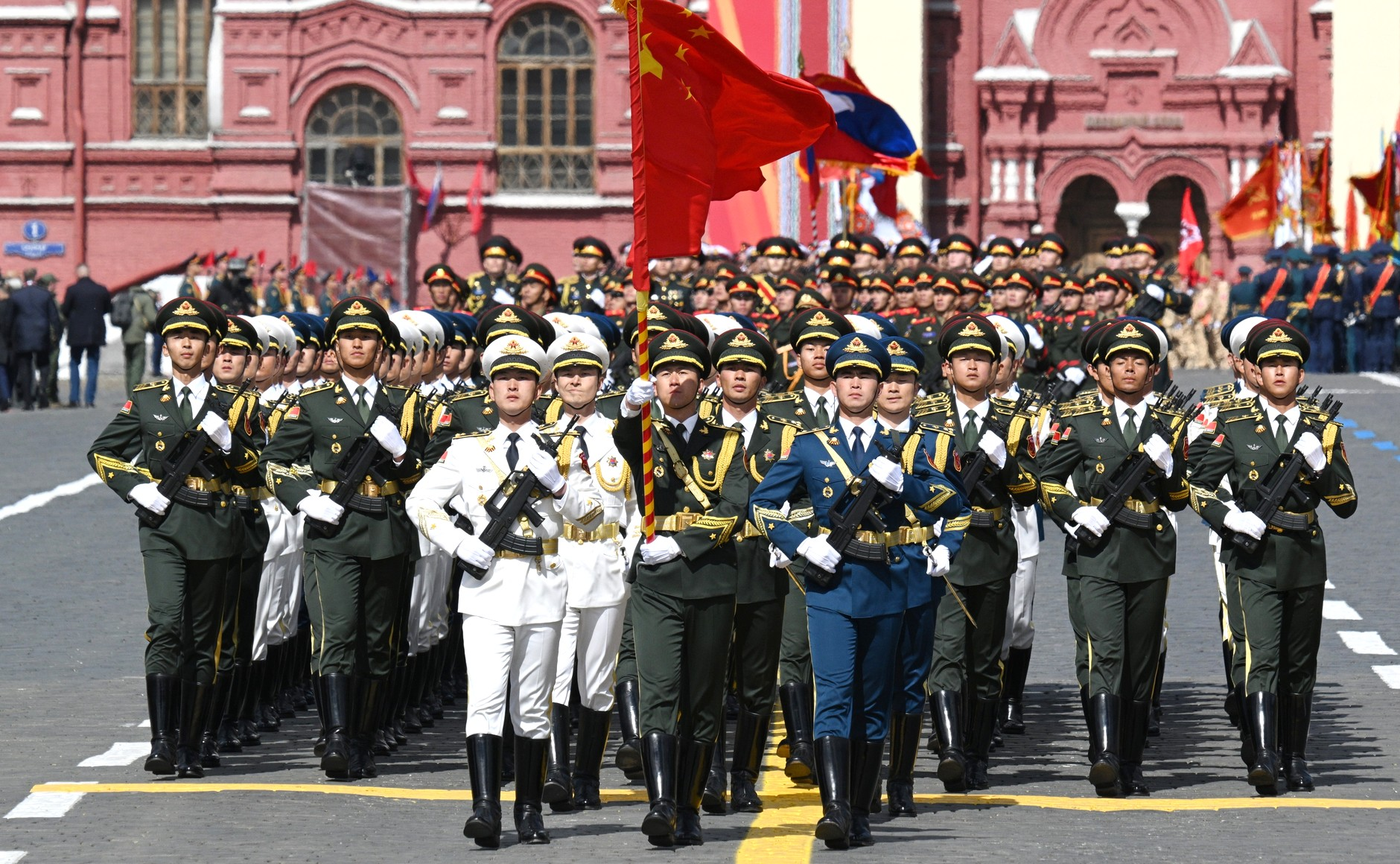
Tropas do Exército de Libertação Popular chinês

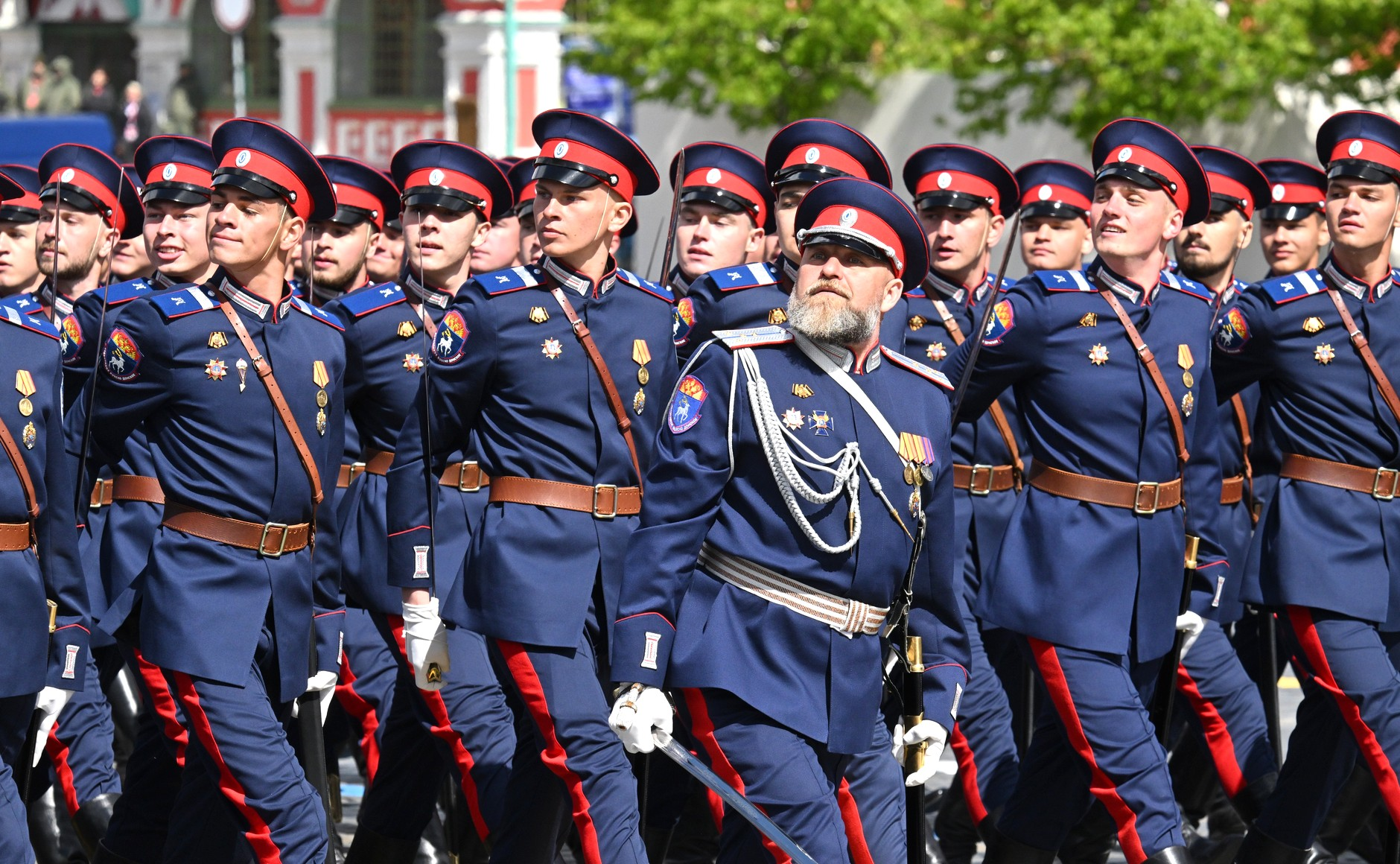
Cossacos do Don

### Bandas militares
- Bandas Militares em Massa das Forças Armadas sob a direção do Diretor Sênior de Música do Serviço de Bandas Militares das Forças Armadas da Rússia, Major-General Timofey Mayakin
- Corpo de Tambores da Escola Militar de Música de Moscou – Liderado pelo Comandante da Escola, Coronel Aleksandr Gerasimov

### Coluna de infantaria
- 154º Regimento de Comandantes Independentes de Preobrazhensky, Guarda de Cor
- Companhia de Guardas de Honra do 1º Batalhão de Guardas de Honra, 154º PICR
- Estandartes das Frentes e Guarda de Cor histórica
- Unidades históricas
  - Infantaria
  - Pilotos
  - Marinheiros
  - Sabotadores
  - Batedores
  - Tropas de Fronteira do NKVD
  - Milicianos
  - Companhia combinada de cossacos do Don
- Contingentes estrangeiros no desfile, por ordem de aparição
  -  Brigada de Comando do Azerbaijão
  -  5ª Brigada Spetsnaz das Forças Armadas da Bielorrússia
  -  36ª Brigada de Assalto Aéreo das Forças Aeromóveis do Cazaquistão
  -  Guarda Nacional do Quirguistão
  -  7ª Brigada de Assalto Aéreo das Forças Aeromóveis do Tajiquistão
  -  Guardas de Honra do Batalhão de Guardas de Honra Independentes do Ministério da Defesa do Turcomenistão
  -  Tropas do Distrito Militar de Tasquente do Ministério da Defesa do Uzbequistão
  -  Escola de Treinamento de Oficiais do Exército nº 1, Exército Popular do Vietnã [31]
  -  Destacamento da Polícia Militar, Forças Armadas Egípcias
  -  Batalhão da Guarda de Honra da Guarnição da Capital de Pequim do Comando do Teatro Central do Exército de Libertação Popular
  -  Pessoal das Forças Armadas Populares do Laos
  -  Unidade Mista das Forças Armadas da Mongólia
  -  Unidade Mista do Tatmadaw
- Escola Militar Suvorov
- Escola Naval Nakhimov
- Corpo de Cadetes da Marinha de Kronstadt
- Unidade de Cadetes Patrióticos do Exército Jovem de Moscou (em nome do Movimento Nacional dos Cadetes do Exército Jovem)
- Unidade de participantes da Operação Militar Especial [32]
- Academia de Armas Combinadas das Forças Armadas da Federação Russa
- Universidade Militar do Ministério da Defesa da Federação Russa
- Academia Militar de Segurança Material e Técnica "General do Exército A.V. Khrulev"
- Academia de Artilharia Militar do Grão-Duque Mikhailovskaya
- Regimento combinado de cadetes femininas de instituição educacional das Forças Armadas
- Academia da Força Aérea Zhukovsky – Gagarin
- Academia Espacial Militar "Alexander Mozhaysky"
- Instituto Militar Naval do Báltico "Almirante Fiodor Ushakov"
- Instituto Politécnico Naval
- Corpo de Cadetes Navais de Pedro, o Grande
- Instituto Naval do Pacífico "Almirante Sergei Makarov"
- Academia Militar das Forças de Mísseis Estratégicos de Pedro, o Grande
- Escola Superior de Comando Aerotransportado da Guarda Riazã "General do Exército Vasily Margelov"
- Instituto Militar de Moscou do Serviço Federal de Fronteiras da Federação Russa "Conselho Municipal de Moscou"
- Unidade de tropas de engenharia formada por cadetes da Escola de Comando Superior de Tiumen e militares da 1ª, 28ª e 45ª Brigadas de Engenharia [33]
- 38ª Brigada Ferroviária Independente das Tropas Ferroviárias Russas
- Academia Militar de Defesa e Controle Nuclear, Biológico e Químico" Marechal da União Soviética Semion Timoshenko"
- Unidade de Desfile da Polícia Militar
- Academia de Defesa Civil do Ministério de Situações de Emergência
- ODON Ind. Divisão Motorizada do Comando das Forças da Guarda Nacional, Serviço Federal da Guarda Nacional da Federação Russa "Felix Dzerzhinsky"
- Cossacos das Hostiagens Cossacas de Cubã e de Terek
- Escola de Treinamento de Alto Comando Militar de Moscou

### Coluna móvel
- Tanque médio T-34/85
- Destruidor de tanques SU-100
- Veículo de mobilidade de infantaria GAZ-233114 "Tigr-M"

- Veículo de mobilidade de infantaria ZA-SpN "Titan"

- Veículo de mobilidade de infantaria Typhoon-K53949 "Phoenix"
- Veículo de evacuação médica Linza
- Veículos de reconhecimento BRM-1K
- Veículo de combate de infantaria BMP-2
- Veículo de combate de infantaria BMP-3M

- Tanque de batalha principal modernizado T-72 B3M

- Tanque de batalha principal modernizado T-80 BVM

- Tanque de batalha principal modernizado Т-90M

- Obuseiro autopropulsado sobre esteiras 2S19 Msta-S
- Obuseiros autopropulsados sobre rodas 2S44 Giatsint-K e 2S43 Malva

- Lançadores múltiplos de foguetes Tornado-S
- Sistemas de lança-chamas pesados TOS-2 "Tosochka"

- Sistema de mísseis balísticos táticos móveis 9K720 Iskander-M
- Caminhões com drones Orlan, Lancet e Geran-2

- Sistema de lançamento de mísseis antiaéreos S-400 Triumf no lançador transportador-eretor 5P85SM2-01

- BMD-4M IFV de lançamento aéreo
- BTR-MDM "Rakushka" APC

- ICBM RS-24 Yars no lançador transportador-eretor sobre rodas 15U175M

- VPK-7829 Bumerang APC com rodas

### Coluna aérea
- Sukhoi Su-30SM do esquadrão de demonstração de voo Cavaleiros Russos
- Mikoyan MiG-29 do esquadrão de demonstração de voo Strizhi

- Sukhoi Su-25

## Música
A música foi executada pelas bandas reunidas do Distrito Militar de Moscou, comandadas pelo Major-General Timofey Mayakin.
Inspeção de Tropas e discurso
- Guerra Sagrada (“священная война”)
- Jubileu Marcha Lenta "25 Anos do Exército Vermelho" (Юбилейный встречный марш "25 лет РККА") por Semyon Tchernetsky
- Marcha do Regimento Preobrazhensky ("Марш Лейб-гвардии Преображенского полка")
- Marcha Lenta das Escolas de Oficiais ("Встречный марш военных училищ") por Semyon Tchernetsky
- Marcha lenta para carregar a bandeira de guerra ("Встречный Марш для выноса Боевого Знамени") por Dmitriy Valentinovich Kadeyev
- Marcha Lenta dos Guardas da Marinha (Гвардейский Встречный Марш Военно-Морского Флота") por Nikolai Pavlocich Ivanov-Radkevich
- Marcha Lenta (Встречный Марш) por Evgeny Aksyonov
- Glória (Славься) por Mikhail Glinka
- Fanfarra do Desfile de Moscou (“Московская Парадная Фанфара”)
- Hino Estatal da Federação Russa ("Государственный гимн Российской Федерации") por Aleksandr Aleksandrov
- Sinal de Retiro (“Сигнал Отбой”)

Coluna de Infantaria
- Marcha General Miloradovich (Марш “Генерал Милорадович”) por Valery Khalilov
- Marcha Metropolitana (“Марш "Столичный”)
- Triunfo dos Vencedores (Триумф Победителей)
- Cossacos em Berlim (Казаки в Берлине) por Irmãos Pokrass
- Saudação a Moscou (Салют Москвы) por Semyon Tchernetsky
- Marcha da Falange ("Строевой Марш") por Dmitriy Pertsev
- Moscou em Maio (Москва майская) por Irmãos Pokrass
- Marcha dos Cadetes Navais Nakhimov (“Марш нахимовцев”) por Vasiliy Solovyov-Sedoy
- Marcha Esportiva ("Спортивный Марш") por Valentin Volkov
- Em Guarda pela Paz (На страже Мира) por Boris Alexanderovich Diev
- Em Defesa da Pátria (В защиту Родины) por Viktor Sergeyevich Runov
- Katyusha (Катюша) por Matvey Blanter
- Marcha Aérea (Авиамарш) por Yuliy Abramovich Khait
- Marcha dos Cosmonautas/Amigos, eu acredito (Марш Космонавтов /Я верю, друзья) por Oskar Borisovich Feltsman
- Marcha "O mar está chamando" (Марш "Море зовёт")
- Marcha de Artilharia (Марш Артиллеристов) por Tikhon Khrennikov
- Precisamos de uma vitória (Нам Нужна Одна Победа) por Bulat Shalvovich Okudzhava
- Marcha Leningrado ("Марш Ленинград") por Viktor Runov
- Marcha Desfile (Марш "Парад") por Semyon Tchernetsky
- Som sobre a Juventude Alarmante (Песня о тревожной молодости) por Alexandra Pakhmutova
- Servir à Rússia (Служить России) por Eduard Cemyonovich Khanok
- Cossacos em Berlim (Казаки в Берлине) por Irmãos Pokrass
- V Put (В Путь) por Vasily Pavlovich Solovyov-Sedoy

Coluna Móvel e aérea
- Marcha General Miloradovich (Марш “Генерал Милорадович”) por Valery Khalilov
- Triunfo dos Vencedores (Триумф Победителей)
- Invencível e Lendário (Несокрушимая и легендарная) por Alexander Alexandrov
- Marcha Pequena Terra (Марш "Малая земля") por Alexandra Pakhmutova
- Marcha Três Tanquistas (Марш “Три Танкиста”) por Irmãos Pokrass
- Marcha Alegria da Vitória (Марш "Радость Победы") por Vasiliy Bekker
- Marcha Herói (Марш “Герой”)
- Viva o nosso Estado (Да здравствует наша держава) por Boris Alexandrov
- Marcha Aérea (Авиамарш) por Yuliy Abramovich Khait

Conclusão
- Dia da Vitória (День Победы) por David Fyodorovich Tukhmanov

Cerimônia no Túmulo do Soldado Desconhecido
- Chama Eterna ("Вечный огонь") por Rafail Khozak
- Adágio ("Адажио") de Valeriy Khalilov
- Hino Estatal da Federação Russa ("Государственный гимн Российской Федерации") por Aleksandr Aleksandrov
- Silêncio ("Тишина") por Lev Gurov
- Guerra Sagrada (“священная война”)
- Marcha desconhecida
- Precisamos de uma vitória (Нам Нужна Одна Победа) por Bulat Shalvovich Okudzhava
- Balada de um Soldado (Баллада о Солдате) por Vasily Pavlovich Solovyov-Sedoy

## Anúncio de cessar-fogo

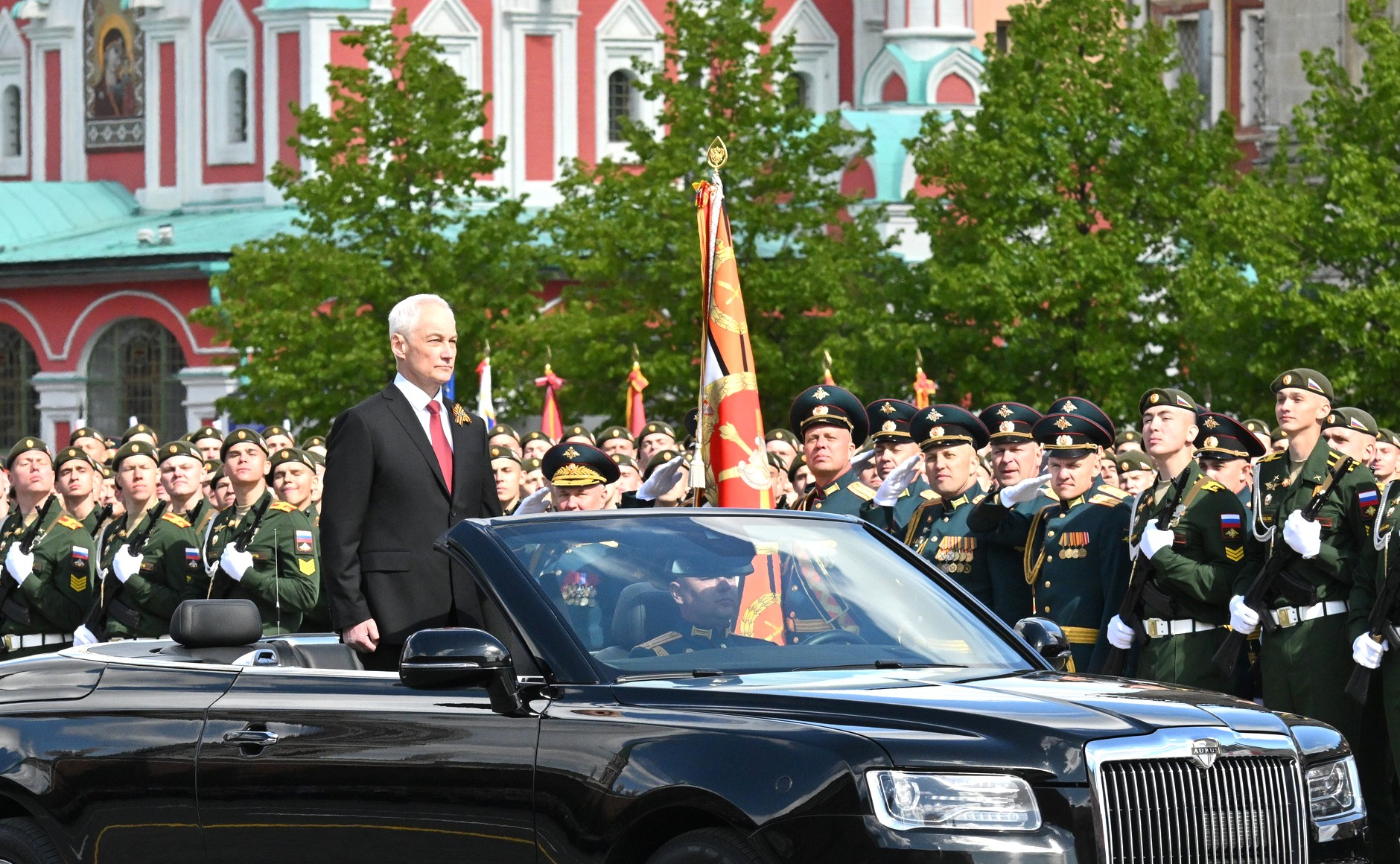
O ministro da Defesa russo, Andrey Belousov

Antes do desfile, o presidente russo Vladimir Putin anunciou um cessar-fogo durante a invasão da Ucrânia, com duração de apenas três dias, de 8 a 11 de maio, rejeitando uma proposta de trégua de 30 dias.
O presidente ucraniano Volodymyr Zelensky recusou a proposta de Putin e reafirmou seu apoio à ideia original de um cessar-fogo mais longo, de 30 dias.
Apesar do anúncio russo, as forças da Rússia continuaram os ataques contra a Ucrânia durante o período. Em resposta, drones ucranianos forçaram o Aeroporto Internacional de Sheremetyevo, em Moscou, a suspender operações diversas vezes, obrigando o voo do presidente da Sérvia, Aleksandar Vučić, a fazer escala no Azerbaijão.
O porta-voz de Putin, Dmitry Peskov, culpou “o regime de Kiev” e sua “propensão para atos terroristas”. Zelensky, por sua vez, alertou que a Ucrânia “não pode ser responsabilizada pelo que acontece” na Rússia por conta da guerra, e disse que não jogará “para criar um clima agradável que permita a Putin sair do isolamento no dia 9 de maio”.